# Beifußhühner
Die Beifußhühner (Centrocercus) sind eine Vogelgattung aus der Familie der Fasanenartigen (Phasianidae), die zur Ordnung der Hühnervögel (Galliformes) gehört. Zur Gattung werden heute in der Regel zwei Arten gerechnet, die in Nordamerika vertreten sind.

## Merkmale
Beifußhühner sind verhältnismäßig große Raufußhühner. Das 65 bis 75 cm lange Beifußhuhn wird 3,5 bis 4 kg schwer, wobei der Hahn deutlich größer ist als die Henne. Das Gefieder beider Geschlechter ist graubraun-weiß gesprenkelt und auf der Unterseite dunkel. Die Schwanzfedern laufen sehr spitz zu, sie werden strahlenförmig aufgefächert und senkrecht über dem Rücken aufgestellt. Beim Männchen ist die Kehle schwarz gefärbt, während die großen, weiß befiederten Kehlsäcke weit bis auf die Brust hinab reichen und als prachtvolle „Halskrause“ den aufgeplusterten Vogel umrahmen. Des Weiteren zeichnen den Hahn gelbe Augenwülste aus.
Das Gunnison-Beifußhuhn, das erst im Jahre 2000 wissenschaftlich beschrieben wurde, ähnelt dem Beifußhuhn sehr stark, beide Geschlechter sind jedoch etwa 30 Prozent kleiner als das Beifußhuhn. Der augenscheinlichste Unterschied zum Beifußhuhn ist die auffällige Querstreifung des Schwanzes. Das Gunnison-Beifußhuhn kommt ausschließlich im Südwesten von Colorado und im Südosten von Utah vor.

## Arten
Zur Gattung werden zwei Arten gerechnet.
- Beifußhuhn, Centrocercus urophasianus, westliches Nordamerika
- Gunnison-Beifußhuhn, Centrocercus minimus, südwestliches Colorado

## Belege

### Einzelbelege
1. ↑  Madge et al., S. 379
2. ↑  Madge et al., S. 381